# Josef Jireček

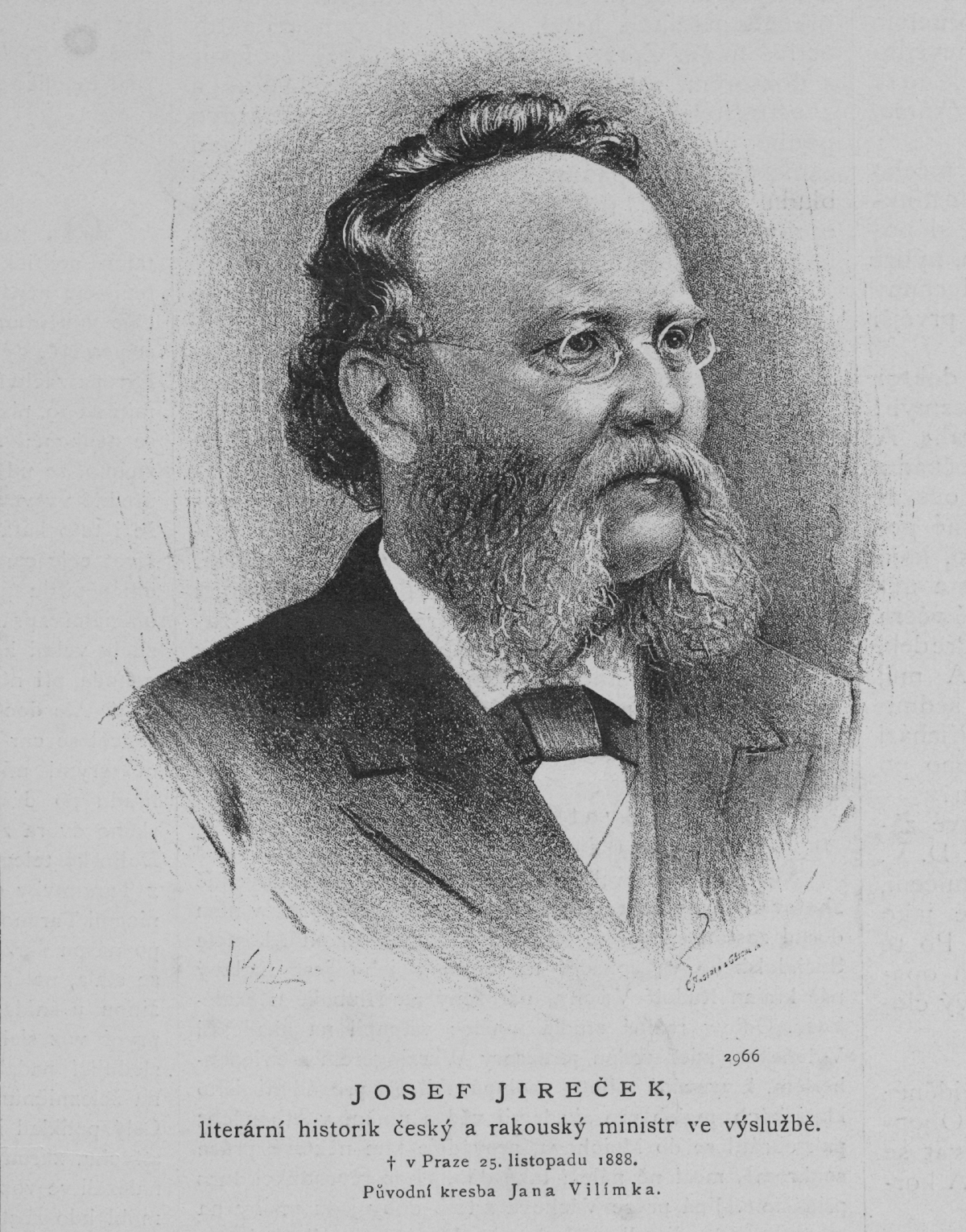
Josef Jireček (1888)

Josef Jireček (* 9. Oktober 1825 in Vysoké Mýto, Kaiserreich Österreich; † 25. November 1888 in Prag, Österreich-Ungarn) war ein tschechischer Literaturhistoriker, Sprachforscher und Politiker.

## Leben
Josef Jireček stammte aus einer ärmlichen Familie. Nach dem Besuch der Schule in Hohenmauth und des Gymnasiums in Leitomischl begann er 1844 mit dem Studium an der Philosophischen und seit 1849 der Rechtsfakultät der Karls-Universität Prag. Während seines Studiums bildete er sich intensiv in Fremdsprachen aus und lebte vom Nebeneinkommen eines Privatlehrers. 1848, während der Nationalbewegung der Tschechen, nahm er als Mitglied am Slawenkongress unter dem Vorsitz von František Palacký teil.
Jireček war mit der Tochter des Pavel Josef Šafařík verheiratet. Nach dem Tod seines Schwiegervaters begann er mit der Herausgabe seiner Schriften der Slawistik. Mit Leopold Hasner von Artha und später mit Karel Jaromír Erben redigierte er seit 1848 die Zeitung Pražské noviny  (Prager Zeitung), leitete die Zeitschrift České Muzeum (Tschechisches Museum) und war Sekretär des Vereines Matice Česká. Seit 1849 übersetzte er gemeinsam mit Erben, Jan Neubauer und Vendelín Grünwald das Zákonník občanský (Bürgerliches Gesetzbuch). 1850 ging er von Prag nach Wien und arbeitete als Jurist am Ministerium für Kultur und Bildung und publizierte daneben im Wiener Tagesblatt, einer Zeitschrift, die vom böhmischen Adel herausgegeben wurde.
1851 wurde er Mitglied einer Kommission, welche die wissenschaftliche Nomenklatur für tschechische Mittelschulen, Gymnasien und Realschulen standardisierte. Der Vorsitzende der Kommission und Minister Leo von Thun-Hohenstein beauftragte Jirěček mit der Erstellung eines tschechischen Lesebuchs. Diese Lesebücher und literarische Anthologien wurden 1853 bis 1861 in den Schulen verteilt. Als Sekretär übernahm er 1859 die Leitung der Mittelschulen in Tschechien und wegen seiner sprachlichen Qualifikation auch in anderen slawischen Ländern Österreich-Ungarns sowie in Ungarn und Italien.
1862 gehörte er zu den Befürwortern der Echtheit der Königinhofer Handschrift. Am 12. Februar 1871 ernannte ihn der österreichische Ministerpräsident Graf Karl Sigmund von Hohenwart zum Minister für Kultur und Bildung. In der Zeit seiner Tätigkeit in diesem Amt ordnete er sprachliche Gleichberechtigung in den einzelnen Ländern Österreich-Ungarns an. In Polen wurde zu dieser Zeit die Akademie der Wissenschaften in Krakau ins Leben gerufen. In Dalmatien eröffnete man einige slawische Schulen, in Böhmen und Mähren wurde die Gleichstellung der tschechischen Sprache mit der deutschen begrüßt. Am 30. Oktober 1871 musste er sein Amt wieder abgeben.
1873 kam er nach Prag zurück und widmete sich nur noch seiner literarischen Tätigkeit. Die meisten seiner Werke beschäftigen sich mit der wissenschaftlichen Auslegung böhmischer Literaturgeschichte und alter böhmischer literarischer Denkmäler. Vom 5. Mai 187X bis 25. November 1888 leitete er als Vorsitzender den Königlich-tschechischen Verein der Lehrer.
Neben zahlreichen Mitgliedschaften in tschechischen Vereinen und Instituten war er auch Mitglied der polnischen, südslawischen und ungarischen Akademie sowie dem archäologischen Verein in Moskau und Zagreb. Weiterhin war er Mitglied im Konsortium für serbische Lehre in Belgrad und der britischen Royal Historical Society in London. 1884 erhielt er den Orden der Eisernen Krone der II. Klasse.
Seine intensive Forschungstätigkeit, der frühe Tod seiner Tochter und die beinahe fanatische Feindschaft seiner deutschen aber auch tschechischen Kollegen führten bei Jireček zu gesundheitlichen Problemen. Bei seinem Besuch in Wien am 1. März 1887 befiel ihn eine Nervenkrankheit, die auch seine Gehirntätigkeit beeinträchtigte und nach langer Dauer schließlich zu seinem Tod führte. Er ist in Prag auf dem Vyšehrader Friedhof begraben.
Sein Sohn Konstantin Jireček war ebenfalls ein bedeutender Historiker, sein Bruder Hermenegild Jireček Jurist.

## Veröffentlichungen (Auswahl)